# Arvo Pärt
Arvo Pärt, estonski skladatelj, * 11. september 1935, Paide, Estonija.

## Življenjepis
Glasbeno se je začel izobraževati s sedmimi leti, s 14-imi oz. 15-imi pa je začel komponirati. Kompozicijo je študiral na konservatoriju v Tallinnu, pri prof. Heinu Ellerju. Pärt je prvi estonski skladatelj, ki doživlja veliko mednarodno priznanje. Njegova glasba je fenomen, ki ga mnogi opisujejo kot duhovni mir in kot prerod religiozne glasbe. Njegov minimalistični slog, ki ga sam imenuje tintinnabulum (primerja ga z zvonenjem zvonov) izraža  tradicijo gregorijanskega petja, ruske ortodoksne cerkve, inspiracijo pa išče v glasbi poznega srednjega veka, pri skladateljih, kot so Guillaume de Machaut idr.
Glasbeni slog njegovih kompozicij se je z leti spreminjal, od prvih kompozicij v dvanajsttonskem sistemu, do eksperimentalnih kolažnih tehnik, zanj najznačilnejšega sloga »tintinnabulum«, do dramatične glasbene govorice, ki jo čutimo v njegovih zadnjih delih. Značilnosti njegove glasbe so počasni tempi, dolge ritmične vrednosti, uporaba cerkvenih modusov, pandiatonika, redka uporaba kromatike, uporaba srednjeveških ritmičnih obrazcev in drugih srednjeveških tonalnih sredstev (koral, ostinatni držani toni, organum), pogoste molske tonalitete, homoritmičnost, homofonija, kontrolirana raba disonanc, zrcalne forme, deklamacijska uporaba besedila, uporaba kratkih motivov, glasbene fraze izhajajo iz besedila, statična harmonska aktivnost, ponavljajoči se melodični vzorci, stopničasto glasbeno gibanje, zmanjšanje glasbenega gibanja pred kadencami, posamezni glasovi vstopajo neodvisno od ostalih, raziskovanje barve in izraza vsakega glasu, podaljšana zvočnost, filozofija »podaljšanega časa«.
Njegova glasba je uporabljena v več kot 50 filmih (prvi je bil »Väike motoroller«, leta 1962). Med drugimi jo je uporabil tudi režiser Michael Moore v filmu »Fahrenheit 9/11«, v sekvenci, ki prikazuje posledice terorističnega napada na New York (11. septembra 2001).

## Pomembnejša dela
- Simfonija št. 1 (za orkester), op.9
- Cantus In Memoriam Benjamin Britten
- Fratres
- Tabula Rasa

### Vokalna glasba
- Our Garden, kantata za otroški zbor in orkester (1959/2003)
- An den Wassern zu Babel saßen wir und weinten za glasove in orgle oz. za zbor in ansambel (1976/1984)
- Missa syllabica za zbor in orgle (1977)
- Summa za zbor (1977)
- Sarah Was Ninety Years Old za tri glasove, tolkala in orgle (1977/1990)
- De profundis za zbor, tolkala in orgle (1980)
- Passio Domini Nostri Jesu Christi secundum Joannem za soliste, zbor in instrumentalni ansambel (1982)
- Es sang vor langen Jahren za alt, violino in violo (1984)
- Wallfahrtslied za tenor (bariton) in godalni kvartet (godalni orkester) (1984)
- Stabat Mater za 3 glasove in godalni trio (1985)
- Miserere za soliste, zbor in instrumentalni ansambel (1989)
- Magnificat za zbor (1989)
- Te Deum za zbor, godalni orkester in magnetofonski trak (1984-5, rev 1992)
- Berlin Mass za zbor in orgle ali godalni orkester (1992)
- Litany za soliste, zbor in orkester (1994)
- Kanon Pokajanen (1996)
- Triodion za zbor (1998)
- Como cierva sedienta za sopran, zbor in orkester (1998)
- Cantiques des degrés za zbor in orkester (1999/2002)
- Cecilia, vergine romana za zbor in orkester (1999/2002)
- Nunc Dimittis za zbor (2001)
- Zwei Wiegenlieder za 2 ženska glasova in klavir (2002)
- In Principio za zbor in orkester (2003)
- L'Abbé Agathon za sopran, 4 viole in 4 čela (2004/2005)

### Instrumentalna dela
- Nekrolog, za orkester op.5 (1960)
- Simfonija št. 1,  za orkester, op.9 (1963)
- Perpetuum mobile, za orkester, op.10 (1963)
- Pro et Contra, koncert za čelo in orkester (1966, posvečen Mstislavu Rostropoviču)
- Simfonija št. 2, za orkester (1966)
- Simfonija št. 3, za orkester (1971)
- Für Alina, za klavir (1976)
- Wenn Bach Bienen gezüchtet hätte ..., za klavir, pihalni kvintet, godalni orkester in tolkala (1976)
- Fratres (1976, od takrat dalje mnogo verzij)
- Variationen zur Gesundung von Arinuschka za klavir (1977)
- Arbos za trobila in tolkala (1977/1986)
- Cantus In Memoriam Benjamin Britten za godalni orkester in zvon (1977)
- Tabula Rasa, dvojni koncert za 2 violini, godalni orkester in prepariran klavir (1977)
- Spiegel Im Spiegel za violino ali čelo in klavir (1978)
- Psalom, za godalni orkester (1985/1995/1997)
- Festina Lente za godalni orkester in harfo (1988)
- Summa za violino, 2 violi in čelo (ali godalni orkester, 1990/1991)
- Silouans Song, za godalni orkester (1991)
- Trisagion, za godalni orkester (1992)
- Mozart-Adagio za violino, čelo in klavir (1992/1997, iz Mozartove klavirske sonate v F duru (K 280))
- Concerto piccolo über B-A-C-H, za trobento, godalni orkester, čembalo in klavir (1994)
- Darf ich ..., za violino, zvonove in godalni orkester (1995/1999)
- Mein Weg, za 14 godalcev in tolkala (1999)
- Orient & Occident, za godalni orkester (2000)
- Lamentate, za klavir in orkester (2002)
- Passacaglia, za violino in klavir (2003)